# Österreichische Inline-Skaterhockeynationalmannschaft
Die österreichische Inline-Skaterhockey-Nationalmannschaft ist die nationale Inline-Skaterhockey-Auswahlmannschaft Österreichs. Sie repräsentiert den Österreichischen Rollsport- und Inline-Skate-Verband (ÖRSV) auf internationaler Ebene bei der Inline-Skaterhockey-Europameisterschaft der IISHF.

## Kader 2011
Offizieller Kader der bei der IISHF Inline-Skaterhockey-Europameisterschaft 2011 in Stegersbach, Österreich antrat.
| Torhüter              | Torhüter | Torhüter | Torhüter | Torhüter | Torhüter | Torhüter |
| Name                  | Nummer   |          |          |          |          |          |
| --------------------- | -------- | -------- | -------- | -------- | -------- | -------- |
| Markus Waldner        | 1        |          |          |          |          |          |
| Daniel Brunner        | 2        |          |          |          |          |          |
| Manuel Scherf         | 3        |          |          |          |          |          |
| Feldspieler           |          |          |          |          |          |          |
| Stefan Oberhauser (C) | 24       |          |          |          |          |          |
| Simon Majek (A)       | 9        |          |          |          |          |          |
| Erwin Hochauer        | 14       |          |          |          |          |          |
| Philipp Holper        | 17       |          |          |          |          |          |
| Daniel Panzer         | 16       |          |          |          |          |          |
| Thorsten Prior        | 21       |          |          |          |          |          |
| Dominik Prükler       | 20       |          |          |          |          |          |
| Martin Schertler      | 11       |          |          |          |          |          |
| Felix Schneider       | 15       |          |          |          |          |          |
| Philipp Steiner       | 7        |          |          |          |          |          |
| Stefan Wagner         | 10       |          |          |          |          |          |
| Alexander Fleischer   | 23       |          |          |          |          |          |
| Andreas Freiberger    | 13       |          |          |          |          |          |
| Stefan Gschiel        | 25       |          |          |          |          |          |
| Sebastian Heidinger   | 22       |          |          |          |          |          |
| Simon Hochauer        | 4        |          |          |          |          |          |
| Martin Kellner        | 19       |          |          |          |          |          |
| Thomas Konzett        | 12       |          |          |          |          |          |
| Benjamin Krammer      | 8        |          |          |          |          |          |
| Patrick Zierer        | 18       |          |          |          |          |          |

| Trainer     | Maio Kastner      |
| Masseur     | Peter Gauß        |
| Teammanager | Andreas Heidinger |

## Bisherige Platzierungen
| Jahr | Ort                        | Platzierung |
| ---- | -------------------------- | ----------- |
| 2006 | Lugano                     | 3. Platz    |
| 2007 | Steindorf am Ossiacher See | 4. Platz    |
| 2008 | Stegersbach                | 5. Platz    |
| 2009 | Lugano                     | 6. Platz    |
| 2010 | Lugano                     | 6. Platz    |
| 2011 | Stegersbach                | 6. Platz    |